# Bun

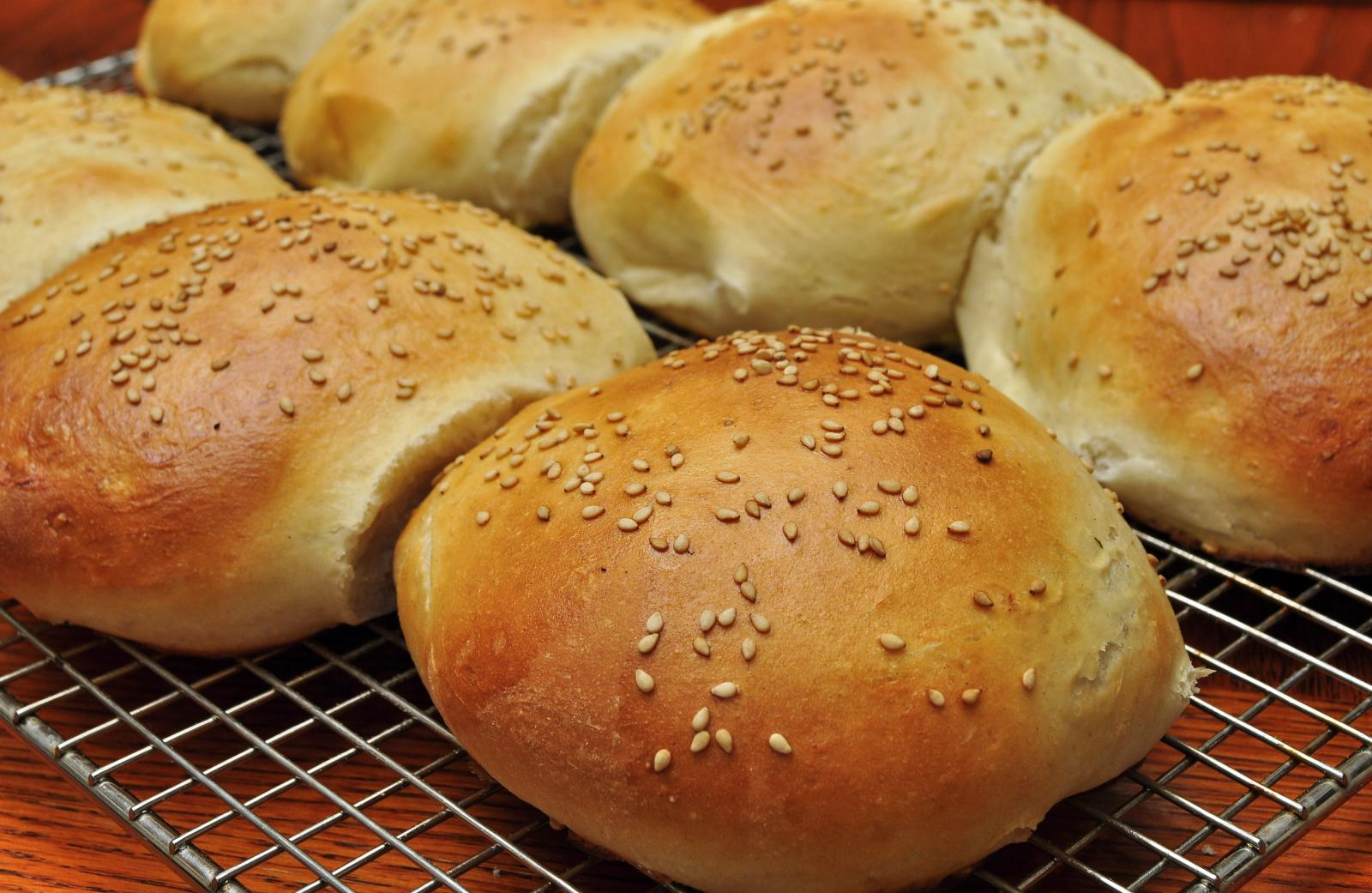
Typische Hamburger-Brötchen, sogenannte Buns

Ein Bun (englisch bun, „kleines Brot“, „rundes Brötchen“) ist ein weiches Brötchen, wahlweise mit Sesam bestreut, das in runder Form für Hamburger und in länglicher Form für Hot Dogs verwendet wird. Die Rezeptur entspricht in etwa einem Toastbrotteig und enthält im Schnitt 8 % Fett, 5 % Zucker und spezifische Backmittel. Die Brötchen haben eine weiche, wattige Struktur mit kurzem Biss und zeichnen sich durch lange Frischhaltung aus. Die Backzeit liegt bei acht bis zwölf Minuten.
Die Schnittflächen derartiger Brötchen werden vor dem Belegen in der Regel geröstet. Dies bewirkt, dass sie sich nicht so schnell mit dem verwendeten Dressing vollsaugen. Außerdem geben die hierbei entstehenden Röststoffe dem Endprodukt ein spezifisches Aroma.